# Puhrubuh
Puhrubuh is een bestuurslaag in het regentschap Kediri van de provincie Oost-Java, Indonesië. Puhrubuh telt 4024 inwoners (volkstelling 2010).